# Araburu kisetsu no otome-domo yo.
Araburu kisetsu no otome-domo yo. (荒ぶる季節の乙女どもよ。, litt. « Ô jeunes filles dans votre saison sauvage. ») est un manga écrit par Mari Okada et dessiné par Nao Emoto, prépublié entre décembre 2016 et septembre 2019 dans le Bessatsu Shōnen Magazine de l'éditeur Kōdansha. L'œuvre est aussi connue sous son titre anglais « O Maidens in Your Savage Season ». Une adaptation en série télévisée d'animation, réalisée par le studio Lay-duce, est diffusée pour la première fois au Japon entre le 6 juillet et le 21 septembre 2019. Une adaptation en drama est également en cours de production pour le 9 septembre 2020,.

## Synopsis
On suit le quotidien de 5 jeunes filles membres du club de littérature et leur éveil sentimental.
Entre Rika Sonezaki, la présidente du club toujours très stricte, Hitoha Hongou qui essaie secrètement de devenir auteur pro mais qui se heurte à son inexpérience pour que ses récits soient crédibles, chose qu'elle tente de contourner en ayant des conversations érotiques sur internet, Niina Sugawara, très secrète mais qui semble avoir déjà son idée sur la question, Kazusa Onodera qui est amoureuse de son ami d'enfance mais n'ose plus l'approcher depuis qu'il est devenu populaire, et sa confidente, Momoko Sudou, il risque d'y avoir de l'action.
Elles vont chacune se retrouver dans des situations douloureuses, les obligeant à mettre des noms sur leurs émotions nouvelles et complexes.

## Personnages
Niina Sugawara (菅原 新菜, Sugawara Niina)
Voix japonaise : Chika Anzai
Kazusa Onodera (小野寺 和紗, Onodera Kazusa)
Voix japonaise : Hiyori Kono
Momoko Sudō (須藤 百々子, Sudō Momoko)
Voix japonaise : Momo Asakura
Izumi Norimoto (典元 泉, Norimoto Izumi)
Voix japonaise : Shimba Tsuchiya
Jin Tsukamoto (塚本 仁, Tsukamoto Jin)
Voix japonaise : Daisuke Sakaguchi
Rika Sonezaki (曾根崎 り香, Sonezaki Rika)
Voix japonaise : Sumire Uesaka
Hitoha Hongō (本郷 ひと葉, Hongō Hitoha)
Voix japonaise : Tomoyo Kurosawa
Sonoe Jūjō (十条 園絵, Jūjō Sonoe)
Voix japonaise : Haruka Tomatsu
Tomoaki Yamagishi (山岸 知明, Yamagishi Tomoaki)
Voix japonaise : Jun Fukuyama
Satoshi Sugimoto (杉本 悟, Sugimoto Satoshi)
Voix japonaise : Natsuki Hanae
Hisashi Saegusa (三枝 久, Saegusa Hisashi)
Voix japonaise : Shunsuke Sakuya
Shun Amagiri (天城 駿, Amagiri Shun)
Voix japonaise : Yūya Hirose

## Manga
Le manga débute dans l'édition du 9 décembre 2016 du Bessatsu Shōnen Magazine de Kōdansha. Il s'agit du premier manga de Mari Okada, jusqu'alors connue pour son travail de scénariste sur de nombreuses séries d'animation telles que Toradora!, Nagi no Asukara, Kiznaiver ou encore Dragon Pilot: Hisone and Masotan. Le dernier chapitre est publié dans le numéro du Bessatsu Shōnen Magazine du 9 septembre 2019.

### Liste des volumes
| no | Japonais        | Japonais          |
| no | Date de sortie  | ISBN              |
| -- | --------------- | ----------------- |
| 1  | 7 avril 2017    | 978-4-06-395905-5 |
| 2  | 9 août 2017     | 978-4-06-510108-7 |
| 3  | 8 décembre 2017 | 978-4-06-510546-7 |
| 4  | 9 avril 2018    | 978-4-06-511203-8 |
| 5  | 9 août 2018     | 978-4-06-512182-5 |
| 6  | 7 décembre 2018 | 978-4-06-513480-1 |
| 7  | 9 juillet 2019  | 978-4-06-515723-7 |
| 8  | 9 octobre 2019  | 978-4-06-516789-2 |

## Anime
Une adaptation en série d'animation est annoncée au mois de novembre 2018; elle est assurée par le studio Lay-duce et diffusée pour la première fois au Japon entre le 6 juillet et le 21 septembre 2019. La réalisation des épisodes est confiée au duo Masahiro Andō-Takurō Tsukada sur un scénario fournit par l'auteure du manga Mari Okada, tandis que le character design est confié à Kaori Ishii. Le générique de début, intitulé Otome-domo yo. (乙女どもよ。), est chanté par CHiCO with HoneyWorks (ja), tandis que le générique de fin, intitulé Yume Cinderella (ユメシンデレラ), est interprété par Momo Asakura.

### Liste des épisodes
| No | Titre français                                     | Titre japonais           | Titre japonais                   | Date de 1re diffusion |
| No | Titre français                                     | Kanji                    | Rōmaji                           | Date de 1re diffusion |
| -- | -------------------------------------------------- | ------------------------ | -------------------------------- | --------------------- |
| 1  | Goût de bouillon de porc                           | 豚汁の味                 | Tonjiru no aji                   | 6 juillet 2019        |
| 2  | Es Ee Ecks                                         | えすいばつ               | Esuibatsu                        | 13 juillet 2019       |
| 3  | Le Véritable arrière-train de Willy                | バスガス爆発             | Basu gasu bakuhatsu              | 20 juillet 2019       |
| 4  | La Raison des livres                               | 本という存在             | Hon to iu sonzai                 | 27 juillet 2019       |
| 5  | Ce qui m'a changé avant que je le sache            | 私を知らぬ間に変えたもの | Watashi o shiranumani kaeta mono | 3 août 2019           |
| 6  | Jeunes filles dans la forêt                        | 乙女は森のなか           | Otome wa mori no naka            | 10 août 2019          |
| 7  | Tremblement, puis, après                           | 揺れ、の、その先         | Yure, no, sonosaki               | 17 août 2019          |
| 8  | La Légende de l'Amour                              | Legend of Love           |                                  | 24 août 2019          |
| 9  | La Rasoir du Renard                                | キツネノカミソリ         | Kitsunenokamisori                | 31 août 2019          |
| 10 | Des trous                                          | 穴                       | Ana                              | 7 septembre 2019      |
| 11 | Interdiction des relations entre filles et garçons | 男女交際禁止令           | Danjo kōsai kinshi-rei           | 14 septembre 2019     |
| 12 | Les Couleurs des cœurs des jeunes filles           | 乙女心のいろいろは       | Otomekokoro no iroiro wa         | 21 septembre 2019     |

## Drama
Le 9 juillet 2020, il a été annoncé qu'une adaptation en drama du manga est en cours de production. La série télévisée sera réalisée par Mai Sakai, Aya Igashi et Keita Mizunami, avec les scripts écrits par l'autrice de la série Mari Okada,. Elle sera diffusée à partir du 9 septembre 2020 sur MBS et TBS,.
La chanson de Saki Misaka, intitulée Tomo yo koi yo (友よ恋よ), servira de chanson thème pour la série,.

### Distribution
| Personnage        | Acteurs/Actrices |
| ----------------- | ---------------- |
| Kazusa Onodera    | Anna Yamada      |
| Niina Sugawara    | Tina Tamashiro   |
| Rika Sonezaki     | Mayū Yokota      |
| Momoko Sudō       | Mei Hata         |
| Hitoha Hongō      | Shuri Tanaka     |
| Shun Amagiri      | Ōshirō Maeda     |
| Izumi Norimoto    | Mizuki Inoue     |
| Satoshi Sugimoto  | Shunji Tagawa    |
| Hisashi Saegusa   | Shingo Tsurumi   |
| Tomoaki Yamagishi | Yūki Furukawa    |